# Archilochus
Archilochus es un género de aves apodiformes de la familia Trochilidae —los colibríes—, que agrupa apenas a dos especies que se reproducen en América del Norte, desde el este de Canadá hasta el sur de Estados Unidos y migran hacia el sur de México y América Central (hasta Panamá), en los inviernos boreales. A sus miembros se les conoce por el nombre común de colibríes

## Características
Los colibríes de este género miden entre 7,5 y 9 cm de longitud. Tienen picos negros ligeramente decurvados, y los machos son verdes por encima y blanco grisáceos por debajo con los flancos verdosos, A. colubris con gorguera rojo metálico y A. alexandri con gorguera negro atreciopelado con iridiscencias violeta en la parte inferior. Las hembras son de color blanco grisáceo por debajo sin la gorguera característica de los machos. Ambos son muy abundantes en una variedad de ambientes de sus extensas áreas de distribución.

## Taxonomía
El género Archilochus fue propuesto por el ornitólogo alemán Ludwig Reichenbach en 1854, y la especie tipo designada por monotipia fue Trochilus alexandri, actualmente Archilochus alexandri.

### Etimología
El nombre genérico masculino «Archilochus» se refiere a Arquíloco, un poeta griego de la isla de Paros, que vivió alrededor del año 650 A.C., famoso por su ingenio salvaje y su burla de las convenciones.

## Lista de especies
Según las clasificaciones del Congreso Ornitológico Internacional (IOC) y Clements Checklist/eBird, el género agrupa a las siguientes especies con el respectivo nombre popular de acuerdo con la Sociedad Española de Ornitología (SEO):
| Imagen | Nombre científico     | Autor                      | Nombre común       | Estado de conservación | Distribución |
| ------ | --------------------- | -------------------------- | ------------------ | ---------------------- | ------------ |
|        | Archilochus colubris  | (Linnaeus), 1758           | colibrí gorgirrubí | LC                     |              |
|        | Archilochus alexandri | (Bourcier & Mulsant, 1846) | colibrí gorginegro | LC                     |              |